# La piel en primavera
La piel en primavera (englischer Festivaltitel Skin in spring) ist ein kolumbianisch-chilenischer Spielfilm unter der Regie von Yennifer Uribe Alzate aus dem Jahr 2024. Der Film feierte im Februar 2024 auf der Berlinale seine Weltpremiere in der Sektion Berlinale Forum.

## Handlung
Der Film zeigt einen Verwandlungsprozess: Sandra ist eine junge Frau, die als Sicherheitskraft in einem Krankenhaus in Medellín arbeitet. Sie ist alleinerziehend und lebt mit ihrem 15-jährigen Sohn Julián zusammen. Eines Tages teilt man ihr eine neue Arbeitsstelle in einem Einkaufszentrum zu. Auf der Fahrt mit der Buslinie 243 lernt sie den Busfahrer Javier kennen. Sie verliebt sich in ihn und fühlt, dass etwas Neues beginnen kann. Doch dann erfährt sie, dass Javier in einer stabilen Partnerschaft und Familie lebt und sie muss mit der Enttäuschung zurechtkommen. Dabei wird ihr klar, dass ein Wunsch nur dann lebendig bleibt, wenn er nicht erfüllt wird.

## Produktion

### Filmstab
Regie führte Yennifer Uribe Alzate, von der auch das Drehbuch stammt. Ihr erster Kurzfilm Como la Primera Vez participó nahm 2016 am Festival du Court-Métrage de Clermont-Ferrand teil. La Piel en Primavera ist ihr erster Langfilm.
In der Hauptrolle ist Alba Liliana Agudelo Posada als Sandra zu sehen.

### Produktion und Förderungen
Der Film ist eine Koproduktion der kolumbianischen Produktionsfirma Monociclo Cine und der chilenischen Pinda Producciones. In ihrer ursprünglichen Fassung mit dem Titel Sandra wurde die Produktion von Ibermedia gefördert. Im Projektstadium nahm der Film in der Sparte Work in progress 2022 am Festival Internacional de Cine de San Sebastián teil.

### Dreharbeiten und Veröffentlichung
Gedreht wurde in Medellín. Der Film feierte im Februar 2024 auf der Berlinale seine Weltpremiere in der Sektion Berlinale Forum.

## Rezeption
Filmportal.de sprach von einem Spielfilmdebüt, das durch die fließende Ruhe und erzählerisch gut gesetzte Ellipsen auffalle. Lida Bach vergab auf moviebreak.de sechs von zehn Punkten. Das „betont aufgeregte Porträt“ gleite mitunter zu sehr ins Triviale. Doch es überzeuge durch die Würdigungen der „unscheinbaren Triumphe des Alltags“, die sonst oft übersehen würden.

## Auszeichnungen und Nominierungen
- 2024: Internationale Filmfestspiele Berlin: Nominierung für den GWFF Preis Bester Erstlingsfilm[8]